# St. Ibs (Bornholm)

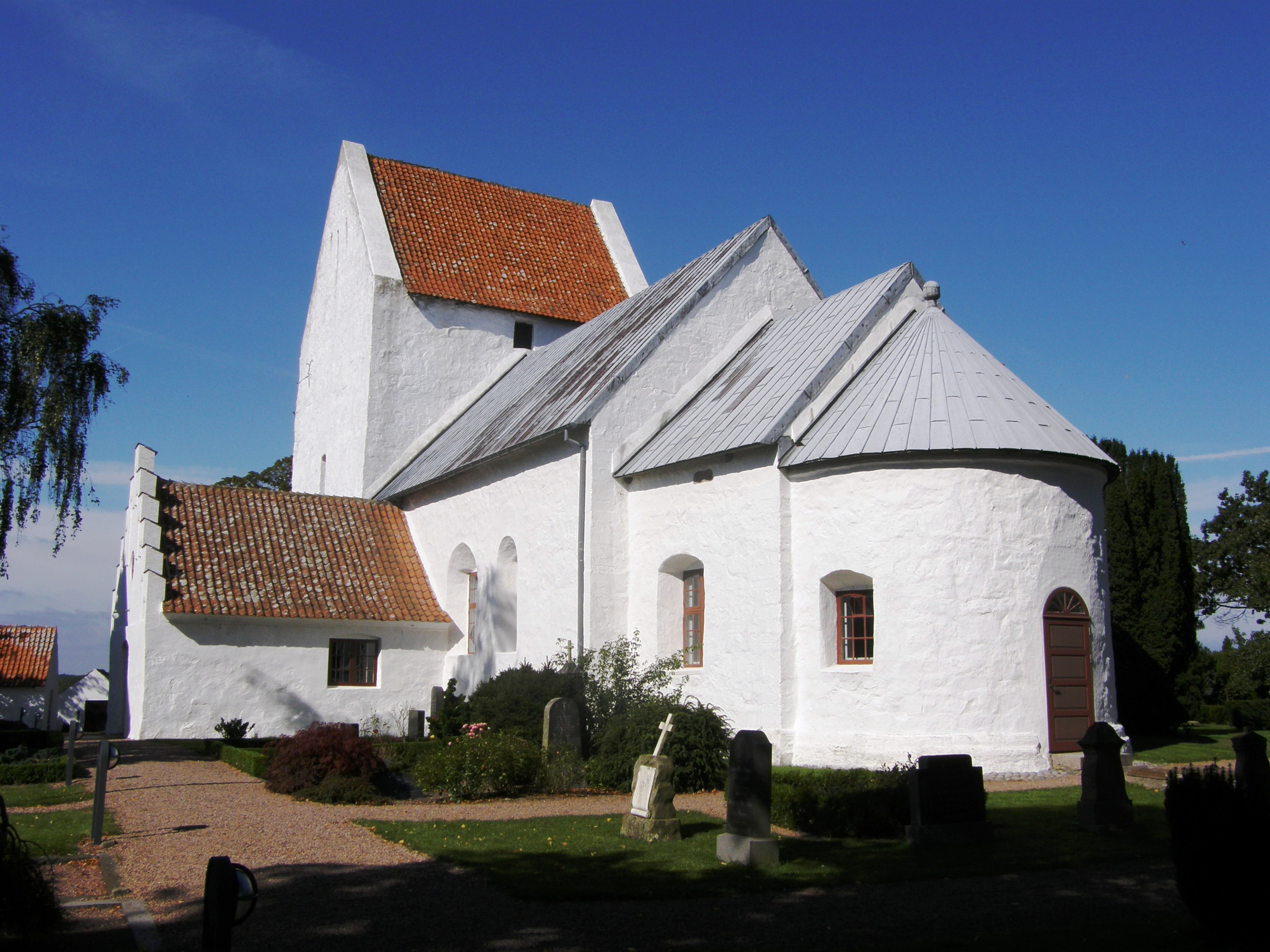
Sankt-Ibs-Kirche

Die evangelisch-lutherische Sankt-Ibs-Kirche (dänisch Sankt Ibs Kirke, Ib ist eine dänische Namensform von Jakob) ist eine romanische Kirche auf der dänischen Insel Bornholm. Sie liegt 3 km südwestlich von Svaneke und ist nach dem Apostel Jakobus dem Älteren benannt.

## Geschichte und Architektur
Apsis, Chor, Schiff und Turm sind in romanischer Zeit wahrscheinlich in einer Bauphase errichtet worden, hauptsächlich aus behauenen Feldsteinen; die Maueröffnungen und alle feineren Details sind jedoch aus Silurkalk. Die Apsis hat ein Halbkugelgewölbe, der Chor ein Tonnengewölbe und das Schiff eine Balkendecke. Der Turm hat vier Geschosse. Die drei unteren sind längs in zwei tonnengewölbte Räume geteilt, die jeweils durch zwei Arkaden verbunden sind; das unterste Geschoss öffnet sich durch zwei große Arkaden zum Schiff.
Die Vorhalle ist mittelalterlich, wahrscheinlich aus spätgotischer Zeit. Im Jahre 1867 wurde ein nördliches Querschiff angebaut.
Der Glockenturm ist Teil der Kirchhofsmauer und war ursprünglich Pforte zum Kirchengelände. Er hat vier Stockwerke, die unteren drei sind mittelalterlich und aus Stein; das oberste ist das Glockengeschoss; es ist aus Fachwerk und stammt in seiner heutigen Fassung aus dem 18. Jahrhundert.

## Ausstattung
Der hölzerne Altar ist neu, das Altarbild wurde 1846 von Christoffer Wilhelm Eckersberg gemalt und zeigt Christus im Garten Gethsemane.
Das Triumphkreuz stammt aus dem 16. Jahrhundert und ist wahrscheinlich nachreformatorisch.
Die Kanzel ist aus Holz und um 1600 entstanden. In den vier Nischen standen ursprünglich geschnitzte Figuren; heute sind dort Keramikreliefs des Ehepaars Lisbet Munch-Petersen und Paul Høm aus dem Jahr 1964.
Das Taufbecken ist eine spätromanische gotländische Arbeit, der Fuß fehlt oder ist unter dem Fußboden verborgen.
Die Orgel wurde 1854 von J. Gregersen gebaut.

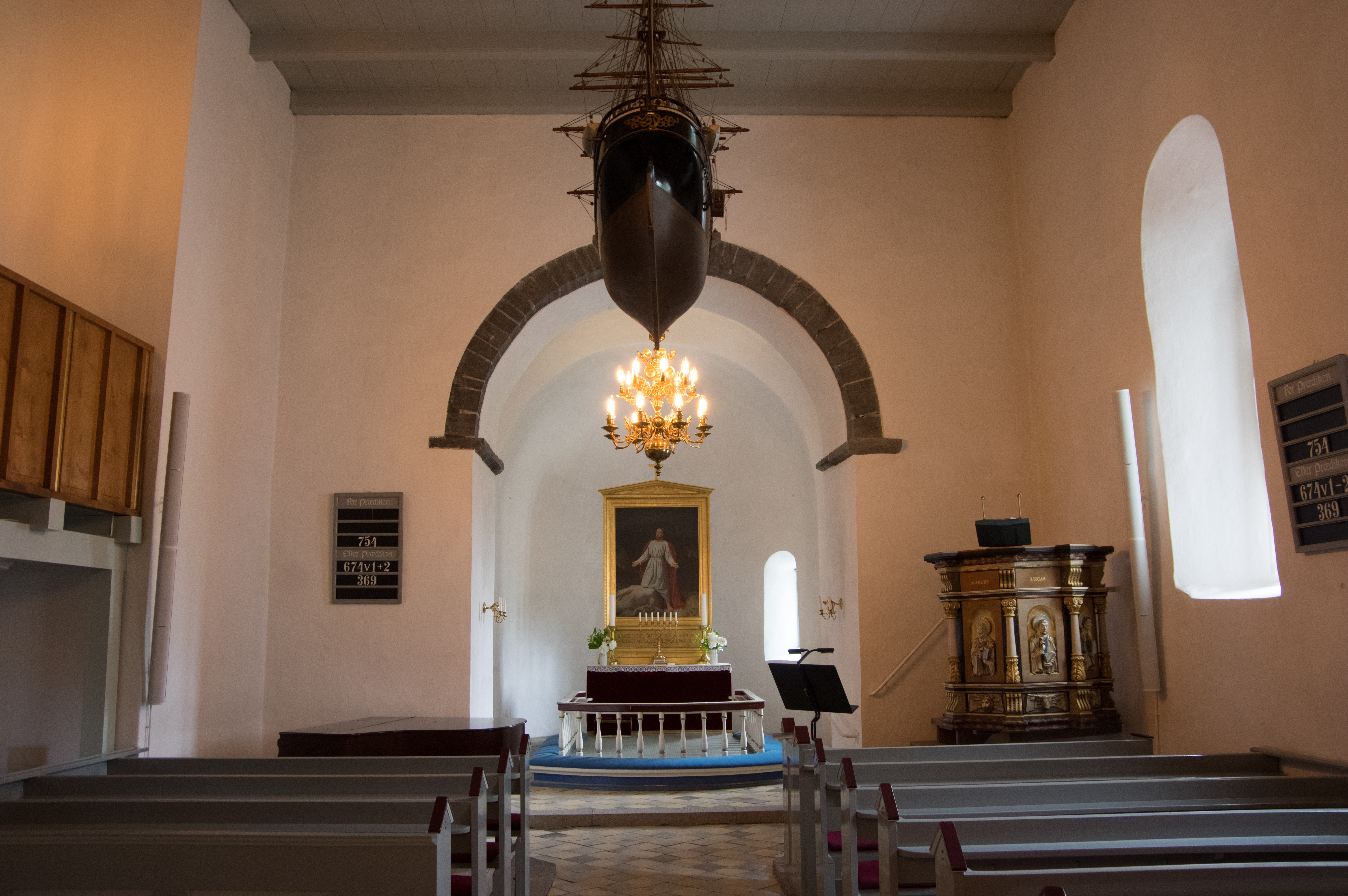
Schiff nach Osten
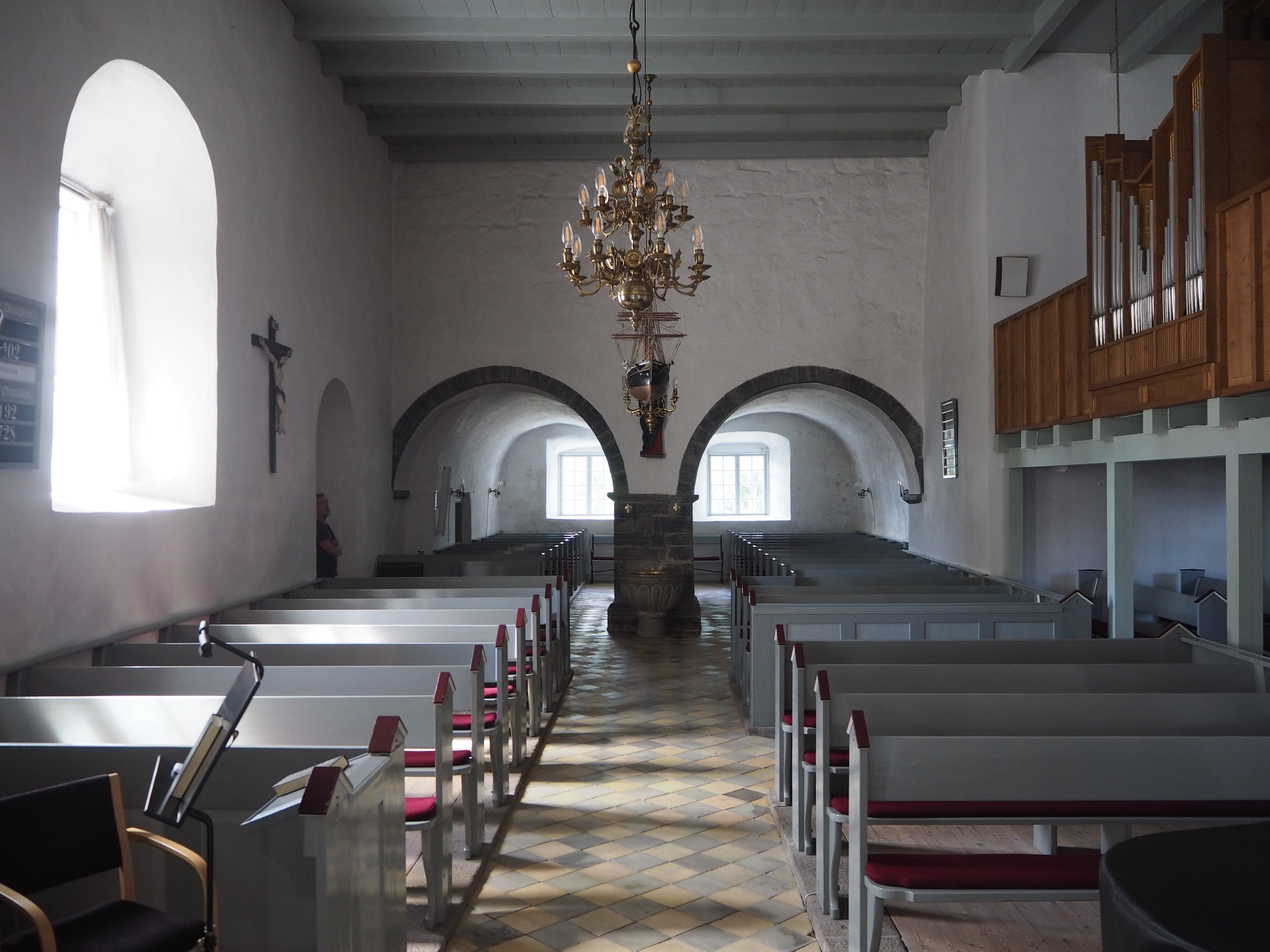
Schiff nach Westen
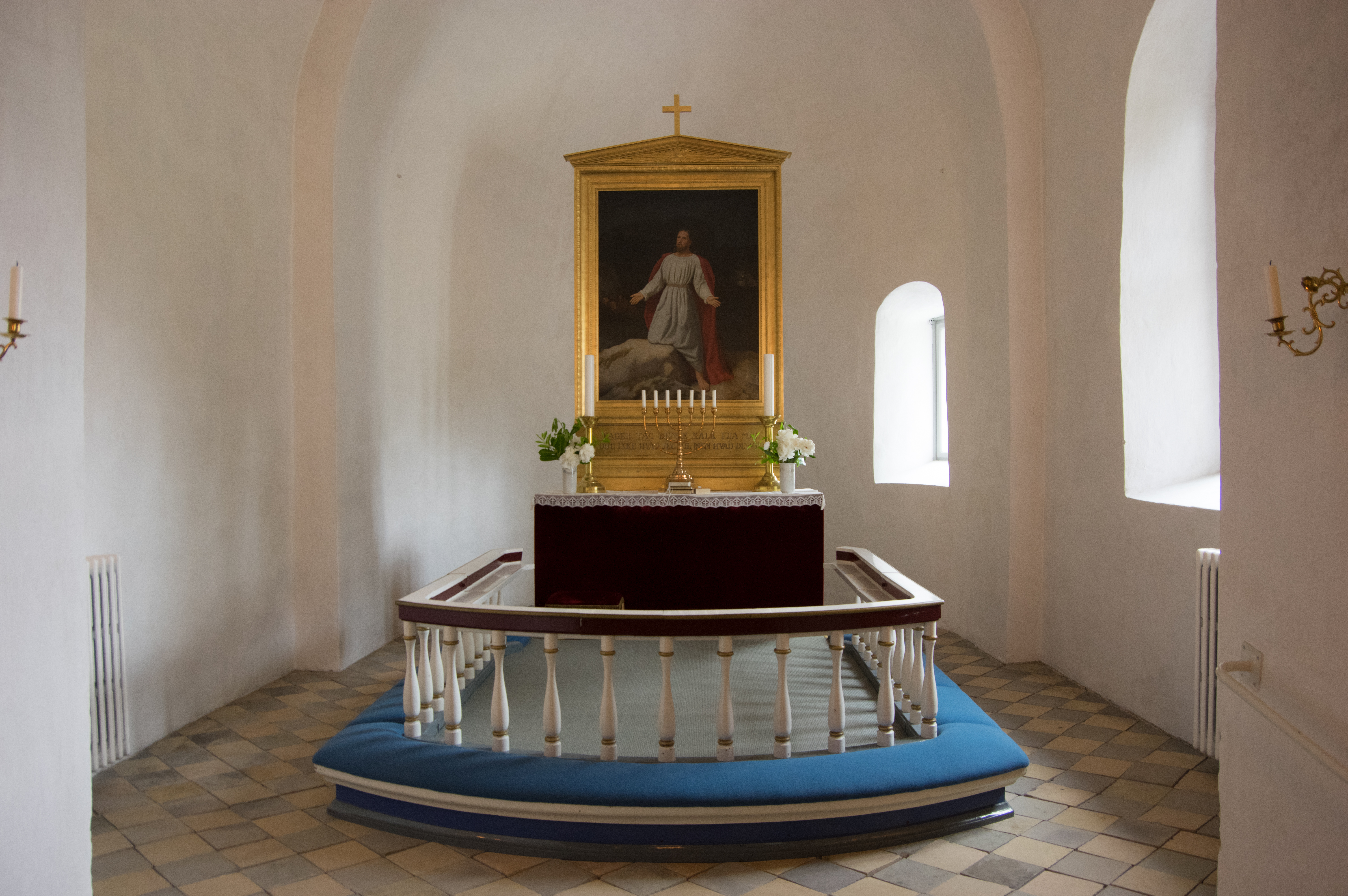
Altar